# صلاحية (أحياء)
الصلاحية أو اللياقة هي مفهوم مركزي في علم الأحياء التطوري. ويمكن تعريفها من حيث النمط الظاهري أو النمط الجيني في بيئة معينة. وفي كِلْتا الحالتين، الصلاحية تشير إلى القدرة على النجاة والتكاثر، وهي تساوي معدل مساهمة الفرد لتجميعة الجينات للجيل اللاحق. إن كان لللألائل المختلفة للجين تأثير على الصلاحية، فإن تواترات الألائل ستتغير عبر الأجيال. فالألائل التي تعزز الصلاحية يزيد شيوعها، ويقل شيوع تلك التي تحط من الصلاحية، وهذا ما يُعرف بالاصطفاء الطبيعي.
تتجلى صلاحية الكائن الحي في نمطه الظاهري. النمط الظاهري يتأثر بالبيئة وأيضاً بالجينات. صلاحية نمط ظاهري معين قد تتغير مع تغير البيئة. الأفراد المتطابقون بالنمط الجيني لا تكون صلاحيتهم بالضرورة متساوية. ولكن بما أن صلاحية النمط الجيني هي مقدار متوسط، فإنها تعكس نتائج التكاثر لكل الأفراد أصحاب ذاك النمط الجيني في بيئة أو مجموعة بيئات معينة.
يكفي في حالة التكاثر اللاجنسي ربط الصلاحية بالأنماط الجينية. أمّا في حالة التكاثر الجنسي يتم خلط الأنماط الجينية كل جيل. يمكن في هذه الحالة تعيين قيم الصلاحية للأليلات عن طريق حساب المتوسط من خلال التصورات الوراثية المحتملة. يميل الانتقاء الطبيعي إلى جعل الأليلات ذات الصلاحية الأعلى أكثر شيوعًا مع مرور الوقت مما يثبت التطور حسب نظرية داروين.
يمكن استخدام مصطلح (الصلاحية الداروينية) لتوضيح الفرق بينها وبين اللياقة البدنية. اللياقة البدنية لا تتضمن مقاييس للنجاة أو لمدة البقاء على قيد الحياة، يُفضل تفسير عبارة هربرت سبنسر المعروفة «البقاء للأصلح» على أنها: «نجاة واستمرار النموذج (الظاهري أو الجيني) الذي سيترك أكبر عدد من النسخ لنفسه في الأجيال المتعاقبة».
تختلف الصلاحية الشاملة عن الصلاحية الفردية بأنها تراعي قدرة أليل في فرد واحد على تعزيز البقاء و / أو تكاثر الأفراد الآخرين الذين يتشاركون بهذا الأليل بشكل أفضل من الأفراد ذوي أليل مختلف. يعتبر اصطفاء القرابة إحدى آليات الصلاحية الشاملة.

## الصلاحية نزعة طبيعية
غالبًا ما تُعرف الصلاحية على أنها ميول طبيعية وليس العدد الفعلي للذرية. على سبيل المثال ووفقًا لماينارد سميث: «الصلاحية هي خاصية لمجموعة من الأفراد وليس لفرد واحد على سبيل المثال: نسختين متجانستين من الأليل A في موضع معين. وهكذا فإن عبارة (العدد المتوقع للنسل) تعني العدد الوسطي وليس العدد الذي ينتجه فرد واحد. إذا أصيب أول طفل بشري يحمل جينًا يسمح له بالطيران في الهواء بصاعقة برق وهو في عربة الأطفال، فإن هذا لا يُثبت أنّ النمط الوراثي الجديد لا يملك صلاحية، ولكن هذا الطفل كان سيئ الحظ».
وبدلاً من ذلك: «الصلاحية للفرد - وجود نظام معين x من الأنماط الظاهرية - هو الاحتمال (s(x الذي يمثل اعتبار هذين الفردين من بين المجموعة المختارة كأبوين في الجيل القادم».

## نماذج من الصلاحية: اللاجنسيين
من أجل تجنب تعقيدات الجنس وإعادة التركيب فإننا نركز اهتمامنا مبدئيًا على الكائنات اللاجنسية اللذين ليس لديهم إعادة تركيب جيني. ويمكن من خلال ذلك ربط الصلاحية مباشرة مع الأنماط الجينية بدلاً من القلق بشأن الأليلات الفردية. هناك مقياسان شائعان لقياس الصلاحية هما: الصلاحية المطلقة والصلاحية النسبية.

### الصلاحية المطلقة
يتم تعريف الصلاحية المطلقة (W) للنمط الجيني على أنها التغير النسبي في وفرة هذا النمط الجيني خلال جيل واحد بسبب الانتقاء. على سبيل المثال: إذا كان (n(t يمثل وفرة النمط الجيني في الجيل t ضمن عدد كبير جدًا من الكائنات (بحيث لا يوجد انحراف جيني) وبإهمال التغيير في وفرة النمط الوراثي بسبب الطفرات يكون:
{\displaystyle n(t+1)=Wn(t)}.
تشير الصلاحية المطلقة الأكبر من الـ 1 إلى النمو في وفرة هذا النمط الجيني، وتشير الصلاحية المطلقة الأصغر من الـ 1 إلى انخفاضه.

### الصلاحية النسبية
بينما تحدد الصلاحية المطلقة التغييرات في وفرة النمط الجيني، تحدد الصلاحية النسبية (w) التغييرات في تواتر النمط الجيني. إذا كان (N(t هو إجمالي حجم الكائنات في الجيل t وكان تواتر النمط الجيني المتعلق به هو p(t)=n(t)/N(t) عندها:
{\displaystyle p(t+1)={\frac {w}{\overline {w}}}p(t)},
حيث تمثل w ̅ الصلاحية النسبية المتوسطة في الكائنات (مع إهمال التغييرات في التكرار بسبب الانحراف الجيني والطفرات). تشير الصلاحية النسبية فقط إلى التغير في انتشار الأنماط الجينية المختلفة بالنسبة لبعضها البعض، وبالتالي فإن المهم هو قيمها بالنسبة إلى بعضها البعض، يمكن أن تكون الصلاحية النسبية أي رقم غير سالب بما في ذلك 0. من السهل في أغلب الأحيان اختيار نوع وراثي واحد كمرجع وتعيين صلاحيته النسبية مساوية للواحد. يتم استخدام الصلاحية النسبية في نماذج رايت - فيشر القياسية ونماذج موران لعلم الوراثة السكانية.
يمكن استخدام الصلاحية المطلقة لحساب الصلاحية النسبية، بحيث:
{\displaystyle \Delta p=p(t+1)-p(t)={\frac {w-{\overline {w}}}{\overline {w}}}p(t)}.
(لقد استخدمنا هنا N(t+1)=W ̅N(t) بحيث W ̅ هي الصلاحية المطلقة في الكائنات)
هذا يعني أنه w/w ̅=W/W ̅، أو بطريقة أخرى أنَّ الصلاحية النسبية تتناسب مع W/W ̅.
لا يمكن حساب الصلاحية المطلقة من الصلاحية النسبية وحدها، لأن الصلاحية النسبية لا تحتوي على معلومات حول التغييرات في وفرة الكائنات الكلية (N(t.
يتبع التغيير في ترددات النمط الجيني بسبب الانتقاء مباشرة تعريف الصلاحية النسبية:
{\displaystyle \Delta p={\frac {w-{\overline {w}}}{\overline {w}}}p={\frac {w_{A}-w_{B}}{\overline {w}}}p(1-p)}.
وبالتالي فإن تواتر النمط الوراثي سينخفض أو يزداد اعتمادًا على ما إذا كانت صلاحيته أقل أو أكبر من متوسط الصلاحية.
غالبًا ما يتم في الحالة الخاصة التي لا يوجد فيها سوى نوعان من النمط الجيني ضمن الدراسة (على سبيل المثال: وجود أليل متحول جديد) كتابة التغير في تواتر النمط الجيني بشكل مختلف.
لنفترض أنَّ اثنين من النمط الجيني A و B يملكان صلاحية ω_A و ω_B وتواترات p و 1-p على التوالي، هذا يعني أنَّ:
ω ̅=ω_A p+ω_B (1-p)
وبذلك يكون:
{\displaystyle \Delta p={\frac {w-{\overline {w}}}{\overline {w}}}p={\frac {s}{1+sp}}p(1-p)\approx sp(1-p)},
وبالتالي فإن التغير في النمط الجيني A يعتمد بشكل كبير على الفرق بين صلاحيته وصلاحية النمط الجيني B. بافتراض أن A أكثر صلاحية من B، وبتحديد معامل الانتقاء s بواسطة:
ω_A=(1+s)ω_B
نحصل على:
∆p=(ω-ω ̅)/ω ̅ p=s/(1+sp) p(1-p)≈sp(1-P)
حيث يتم التقريب الأخير لـ s《1. وبعبارة أخرى: يزداد تواتر النمط الجيني الأصلح على شكل دالة لوجستية.

## التاريخ
صاغ عالم الاجتماع البريطاني هربرت سبنسر عبارة «البقاء للأصلح» في كتابه الذي حمل عنوان (مبادئ علم الأحياء) في عام 1864 والذي وصف من خلاله ما أطلق عليه تشارلز داروين الانتقاء الطبيعي.
كان عالم الأحياء البريطاني جون هالدين أول من قام بتحديد قيمة الصلاحية من حيث الاصطناع التطوري الحديث لعلم الوراثة الداروينية والمندلية بدءًا من بحثه في عام 1924 الذي حمل عنوان «النظرية الرياضية للانتقاء الطبيعي والاصطناعي». كانت الدراسة التالية مقدمة لمفهوم الصلاحية الشاملة وقد قام بها عالم الأحياء البريطاني ويليام دونالد هاملتون في عام 1964 في بحثه عن التطور الوراثي للسلوك الاجتماعي.

## الحمل الجيني
يقيس الحمل الجيني متوسط الصلاحية لمجموعة من الأفراد سواء بالنسبة للنمط الجيني النظري للصلاحية المثلى أو بالنسبة إلى النمط الجيني الأكثر ملاءمة والموجود مسبقًا في الكائنات.
ليكن لدينا عدد n من الانماط الجينية (A1 . . . . . An) والتي تملك صلاحية (P1 . . . . . . Pn) على التوالي. وبإهمال الانتقاء القائم على التواتر يمكن حساب الحمل الجيني (L) كالتالي:
{\displaystyle L={{w_{\max }-{\bar {w}}} \over w_{\max }}}
قد يزداد الحمل الجيني عند حدوث طفرات ضارة أو هجرة أو زواج أقارب أو تجاوز متوسط الصلاحية. وقد يزداد الحمل الوراثي أيضًا عندما تقوم الطفرات المفيدة بزيادة الحد الأقصى من الصلاحية مقارنةً بالطفرات الأخرى، يعرف ذلك باسم الحمل البديل أو تكلفة الانتقاء.